# 三色石狗公
三色石狗公（学名：Sebastiscus tertius），又名三色褐菖鮋，为鮋科菖鮋屬下的一种熱帶海水魚，分布於西太平洋日本宮城縣至朝鮮半島、東海海域，體長可達37公分，棲息在岩石底質的亞潮帶，卵胎生。

## 扩展阅读
維基物種上的相關：三色菖鮋